# Bumpless Build-up Layer
A Bumpless Build-up Layer (magyarul kb. (kontakt)dudorok nélküli hordozóréteg, rövidítve BBUL) az Intel egy próbálkozása volt 2001-ben egy újfajta, nagyobb teljesítményű processzoroknál alkalmazható tokozás kialakítására. A hagyományos szubsztrát hiánya jellemzi, valamint, hogy a mag legkülső fémezési rétegei átnyúlnak az alapot alkotó vékony szubsztrátrétegbe. Ez alacsony hurokinduktivitást biztosít a leadott teljesítményhez, és minimalizálja a nagyfrekvenciás jelek folytonossági szüneteit. Számos előnye van, csökkenti a termomechanikus igénybevételt az alacsony dielektromos állandójú maganyagokban, nagyobb csatlakozószámot (kisebb lépésközt) tesz lehetővé, és több elektronikus, optikai és mikroelektromechanikai komponens ráépítését engedi meg. Elvárt tulajdonsága a tervezett előoldali hőelvezetési technikával való kompatibilitás. Mindezt a mag és a hordozóréteg sokkal szorosabb egybeépítésével kívánták elérni.
Az újfajta tokozástól azt várták, hogy lehetővé teszi a 8 GHz feletti órajelű processzorok használatát, és a technológia elméletileg egészen 15 GHz-ig terjedő órajelekhez is megfelelő lenne.
A szilíciumtechnológia gyors fejlődése azonban lehetővé tette a magas órajelfrekvenciák alkalmazását a jelenlegi tokozási rendszerekben is, emiatt az Intel a BBUL bevezetését bizonytalan időre elhalasztotta.

## Fordítás
Ez a szócikk részben vagy egészben  a   Bumpless Build-up Layer című angol Wikipédia-szócikk ezen változatának fordításán alapul.  Az eredeti cikk szerkesztőit annak laptörténete sorolja fel. Ez a jelzés csupán a megfogalmazás eredetét és a szerzői jogokat jelzi, nem szolgál a cikkben szereplő információk forrásmegjelöléseként.